# Tainai
Tainai (胎内市 Tainai-shi?) es una ciudad en la prefectura de Niigata, Japón, localizada en la parte centro-oeste de la isla de Honshū, en la región de Chūbu. El 1 de marzo de 2021 tenía una población estimada de 28 004 habitantes y una densidad de población de 106 personas por km².

## Geografía
Tainai se encuentra en el norte de la prefectura de Niigata, limita al este con la prefectura de Yamagata y el mar de Japón al oeste. El río Tainai atraviesa la ciudad.

## Historia
El área de la actual Tainai era parte de la antigua provincia de Echigo. Tras la restauración Meiji, el área se organizó como parte del distrito de Kitakanbara, Niigata. El pueblo de Nakajō y la aldea de Kurokawa se establecieron el 1 de abril de 1889. La ciudad de Tainai se estableció el 1 de septiembre de 2005, a partir de la fusión de estos municipios.

## Demografía
Según los datos del censo japonés, la población de Tainai ha disminuido constantemente en los últimos 30 años.
| Gráfica de evolución demográfica de Tainai entre 1960 y 2015 |
|                                                              |
| Oficina de Estadísticas de Japón                             |

## Ciudades hermanas
- Carbondale, Illinois, EE.UU[7]